# Archie brit királyi herceg
Archie brit királyi herceg (London, 2019. május 6. –) Henrik brit királyi herceg és Megán sussexi hercegné első fia, II. Erzsébet brit királynő nyolcadik dédunokája.
A trónöröklési rendben a hatodik.

## Élete
Archie Harrison Mountbatten-Windsor 2019. május 6-án reggel 5 óra 26 perckor született a londoni Portland kórházban Henrik sussexi herceg és Meghan sussexi hercegné első gyermekeként. A nevet május 8-án jelentették be.
Keresztelőjére 2019. július 6-án került sor a Windsori kastély privát kápolnájában.
Archie Mountbatten-Windsor apai ágon a brit királyi család, anyai ágon pedig amerikai középosztálybeli munkások leszármazottja. Brit és amerikai állampolgár.